# Ре, Жан-Пьер
Жан-Пьер Ре (фр.  Jean-Pierre Rey MEP, 3 ноября 1858, Франция — 25 мая 1930 года, Токио, Япония) — католический прелат, архиепископ Токио с 1 июня 1912 года по 6 марта 1926 год, член миссионерской организации «Парижское общество заграничных миссий».

## Биография
9 октября 1878 года Жан-Пьер Ре вступил в миссионерскую монашескую организацию «Парижское общество заграничных миссий». 4 марта 1882 года он был рукоположён в священника, после чего был отправлен на миссию в Японию.
1 июня 1912 года Римский папа Пий X назначил Жана-Пьера Ре архиепископом Токио. 25 июля 1912 года состоялось рукоположение Жана-Пьера Ре в епископа, которое совершил епископ Хакодате Александр Берлио в сослужении с епископом Осаки Жюлем-Огюстом Шатроном и титулярным епископом Мило и апостольским викарием Сеула Гюставом-Шарлем-Мари Мютелем.
6 марта 1926 года Жан-Пьер Ре подал в отставку и был назначен Святым Престолом титулярным епископом Филиппополиса Тракийского.
Скончался 25 мая 1930 года в Токио.